# Історія Страттона
«Історія Страттона» (англ. The Stratton Story) — американська мелодрама Сема Вуда 1949 року з Джеймсом Стюартом в головній ролі.

## Сюжет
Колишній бейсболіст, подорожуючи по провінції, зауважує молодого талановитого гравця Монті Стреттона. Він переконує його пробитися в професійну лігу, допомагає йому в цьому.

## У ролях
- Джеймс Стюарт — Монті Стреттон
- Джун Еллісон — Етель
- Френк Морган — Барні Вайл
- Агнес Мурхед — Ма Стреттон
- Білл Вільямс — Едді Дібсон
- Брюс Коулінг — Тед Ліон
- Кліфф Кларк — Джош Хіггінс
- Мері Лоуренс — Дот
- Дін Вайт — Люк Еплінг
- Роберт Гіст — Ерні
- Джин Берден — камео
- Білл Дікі — камео
- Джиммі Дайкс — камео
- Мервін Ші — камео